# Juncus deosaicus
Juncus deosaicus är en tågväxtart som beskrevs av Henry John Noltie. Juncus deosaicus ingår i släktet tåg, och familjen tågväxter. Inga underarter finns listade i Catalogue of Life.